# Branddeur

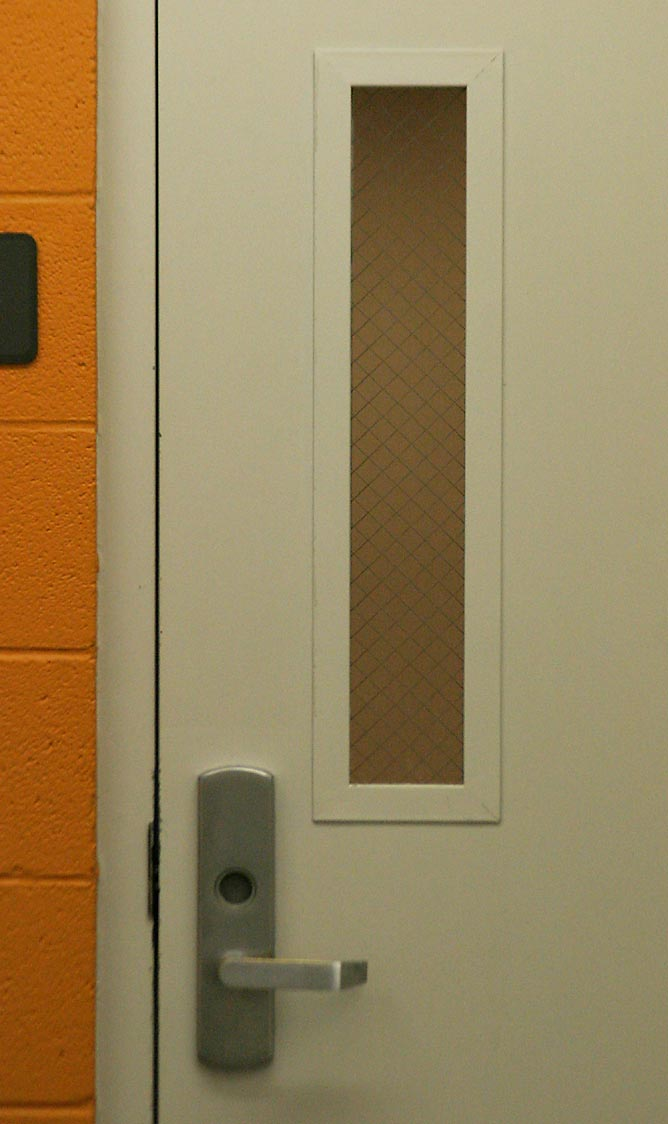
Een branddeur

Een branddeur is een deur die een bepaalde weerstand heeft tegen de inwerking van vuur. Daardoor is deze in staat om, voor een bepaalde tijd, het doorslaan van de brand tegen te gaan ter plaatse van de opening waar de deur is aangebracht. Het zijn belangrijke elementen in de brandcompartimentering van een gebouw. De bedoeling is om een deel van het gebouw op een brandveilige manier een bepaalde tijd af te sluiten  zodat veilige vluchtwegen ontstaan.

## Keuring
Branddeuren zijn aan keuringsattesten onderworpen en bestaan in vele types van brandweerstand en uitvoering. Indien het bestaat uit een doorschijnende plaat (zoals glas), dan moet ook deze plaat gekeurd worden. Voor het verkrijgen van een keuringsattest wordt een soortgelijke deur met kozijn destructief beproefd volgens een Europese methode (EN 1634-1), dit op werkelijke grootte waarbij niet alleen de thermische isolatie van de deur maar ook de vlamdichtheid wordt nagetrokken op de afdichtingen van het deurkozijn en de hulpstukken van de deur, zoals de scharnieren, sloten, rails en het aanslagprofiel. Er zijn maar enkele laboratoria in België en Nederland waar zo'n proef kan worden uitgevoerd, in België bijvoorbeeld de universiteiten van Gent en Luik, in Nederland bij Efectis (het voormalige TNO CvB) in Bleiswijk en Peutz in Roermond. Een deur verkrijgt zo een attest met een Rf voor het deurgeheel voor 30, 60 of meer minuten. Men zegt in Nederland dat een deur een Weerstand tegen BrandDoorslag (WBD) of brandwerendheid heeft van 30 of 60 minuten.

## Regelgeving
In het Bouwbesluit is vastgelegd aan welke eisen branddeuren moeten voldoen. Overigens wordt er gewerkt aan Europese regelgeving waarbij de brandwerende kwaliteit in classificaties wordt weergegeven, bijvoorbeeld EI30 of EI60. In Nederland gelden er strengere normen omtrent brandveiligheid en branddoorslag dan in de rest van de Europese Unie.

## Plaatsing en reparaties
Ook de plaatsing van de deur is aan bijzondere reglementering onderworpen. Na plaatsing van de deur is het niet mogelijk zomaar aanpassingen te doen aan de brandschuifdeur. Wanneer er onkundige aanpassingen worden gedaan is het mogelijk dat het testrapport van de deur ongeldig wordt. Dit kan bij brand vergaande gevolgen hebben, niet alleen omdat de brandschuifdeur niet goed functioneert, maar ook omdat de verzekering zou kunnen besluiten niet uit te betalen bij schade ontstaan door een brand. Aanpassingen aan een brandschuifdeur dienen te allen tijde te worden gedaan door gespecialiseerde bedrijven die na de aanpassing of reparatie de deur in een staat kunnen herstellen die volgens het testrapport voldoet.

## Andere deuren

### Brandschuifdeur
Een brandschuifdeur is een branddeur die als schuifdeur is uitgevoerd en standaard geopend is, meestal weggewerkt in of naast de muur. De rail waaraan de deur hangt, loopt licht af in de sluitrichting. De deur wordt door middel van een kleefmagneet op zijn plaats gehouden. Wanneer er brand of stroomuitval is, wordt de kleefmagneet ontgrendeld en rolt de deur dicht door zijn eigen gewicht. Door de zijwaartse beweging en het schuiven over rails is het mogelijk een grote oppervlakte af te sluiten. Na het dichtschuiven worden de deuren opgevangen in een aanslagprofiel, dit zorgt voor een rook- en vlamdichte afsluiting.
Vanwege het grote oppervlak is het mogelijk een brandwerende loopdeur in de brandschuifdeur te maken als vluchtroute, zodat mensen aan de kant van de brand hierdoorheen kunnen vluchten. Een nadeel van brandschuifdeuren is dat ze zwaar zijn en dat het montagevlak aan bepaalde eisen moet voldoen voordat er een brandschuifdeur aan kan worden opgehangen. Ook werd er vroeger asbest in verwerkt. Aangezien branddeuren vaak lang meegaan, zijn er nog veel deuren met asbest in omloop. 